# Edgar J. Scherick
Edgar J. Scherick (Nova York, 24 de outubro de 1924 — Los Angeles, 2 de dezembro de 2002) foi um dos mais prolíficos produtores estadunidenses de minisséries, filmes para televisão e cinema.
Creditado como um pioneiro na transmissão desportiva, Scherick foi Vice-Presidente de Programação da Rede de Televisão ABC, onde criou o programa de televisão ABC's Wide World of Sports. Também foi produtor e produtor-executivo de setenta e cinco filmes e minisséries.
Também presidiu o "Hall of Fame" da Academy of Television Arts & Sciences a partir de 1988.

## Produções principais
Alguns dos títulos produzidos por Scherick:
- For Love of Ivy (1968) - com Sidney Poitier
- Take the Money and Run (1969) - com Woody Allen
- Sleuth (1972) - Michael Caine e Laurence Olivier
- The Heartbreak Kid (1972) - Cybill Shepherd
- Law and Disorder (1974)
- The Taking of Pelham One Two Three (1974) - Walter Matthau
- The Stepford Wives (1975) - Katharine Ross
- Raid on Entebbe (1977) - Charles Bronson
- Shoot the Moon (1982) - Diane Keaton
- Reckless (1984)
- Evergreen (1985)
- On Wings of Eagles (1986) - Burt Lancaster
- The Kennedys of Massachusetts (1990)
- The Phantom of the Opera (1990)
- Rambling Rose (1991) - Laura Dern
- Tyson (1995) - George C. Scott
- The Siege at Ruby Ridge (1996)
- Path to War (2002)

## Premiações
O conjunto da obra televisiva de Scherick inclui seis indicações e uma premiação no Emmy:
- 2002: Path To War (Outstanding Made For Television Movie)
- 1990: The Kennedys of Massachusetts (Outstanding Miniseries)
- 1986: On Wings of Eagles (Outstanding Miniseries)
- 1984: He Makes Me Feel Like Dancin' (vencedor, Outstanding Children's Program)
- 1983: Little Gloria…Happy at Last (Outstanding Drama Special)
- 1977: Raid on Entebbe The Big Event (Outstanding Special - Drama or Comedy)